# Kevin Munroe
Kevin Munroe, född 1972 i Kanada, är en filmregissör som bland annat regisserat TMNT, Dylan Dog: Dead of Night och Ratchet & Clank. Munroe är numera amerikansk medborgare.[källa behövs]